# Бинджин (Вашингтон)
Бинджин (на английски: Bingen) е град в окръг Кликитат, щата Вашингтон, САЩ. Бинджин е с население от 672 жители (2000) и обща площ от 1,9 km². Намира се на 40 m надморска височина. ЗИП кодът му е 98605, а телефонният му код е 509.